# Trollhunters: I Difensori di Arcadia
Trollhunters: I Difensori di Arcadia (Trollhunters: Defenders of Arcadia) è un videogioco del 2020 basato sulla serie animata Trollhunters: I racconti di Arcadia, sviluppato da WayForward e pubblicato da Outright Games il 25 settembre 2020 per PlayStation 4, Xbox One, Nintendo Switch e Microsoft Windows.